# آلن پیکاک
آلِن پیکاک (به انگلیسی: Alan Peacock؛ زادهٔ ۲۹ اکتبر ۱۹۳۷ – درگذشتهٔ ۲۹ ژوئن ۲۰۲۵) بازیکن فوتبال اهل انگلستان بود که سابقهٔ بازی در تیم ملی فوتبال انگلستان را در کارنامهٔ خود دارد. وی در تاریخ ۲ ژوئن ۱۹۶۲، نخستین بازی ملی خود را در مقابل تیم ملی فوتبال آرژانتین انجام داد و با حضور در ۶ بازی ملی، در تاریخ ۱۰ نوامبر ۱۹۶۵، واپسین بازی ملی‌اش را در برابر تیم ملی فوتبال ایرلند شمالی برگزار کرد.
این بازیکن توانسته‌بود در بازی‌های ملی‌اش، ۳ گل به ثمر برساند.
پیکاک، در ۲۹ ژوئن ۲۰۲۵، در سن ۸۷ سالگی درگذشت.